# Keeper of the Bees (film 1947)
Keeper of the Bees è un film del 1947 diretto da John Sturges.